# Apeadeiro de Monte Gordo
O Apeadeiro de Monte Gordo é uma interface da Linha do Algarve, que serve a freguesia de Monte Gordo, no Município de Vila Real de Santo António, em Portugal.

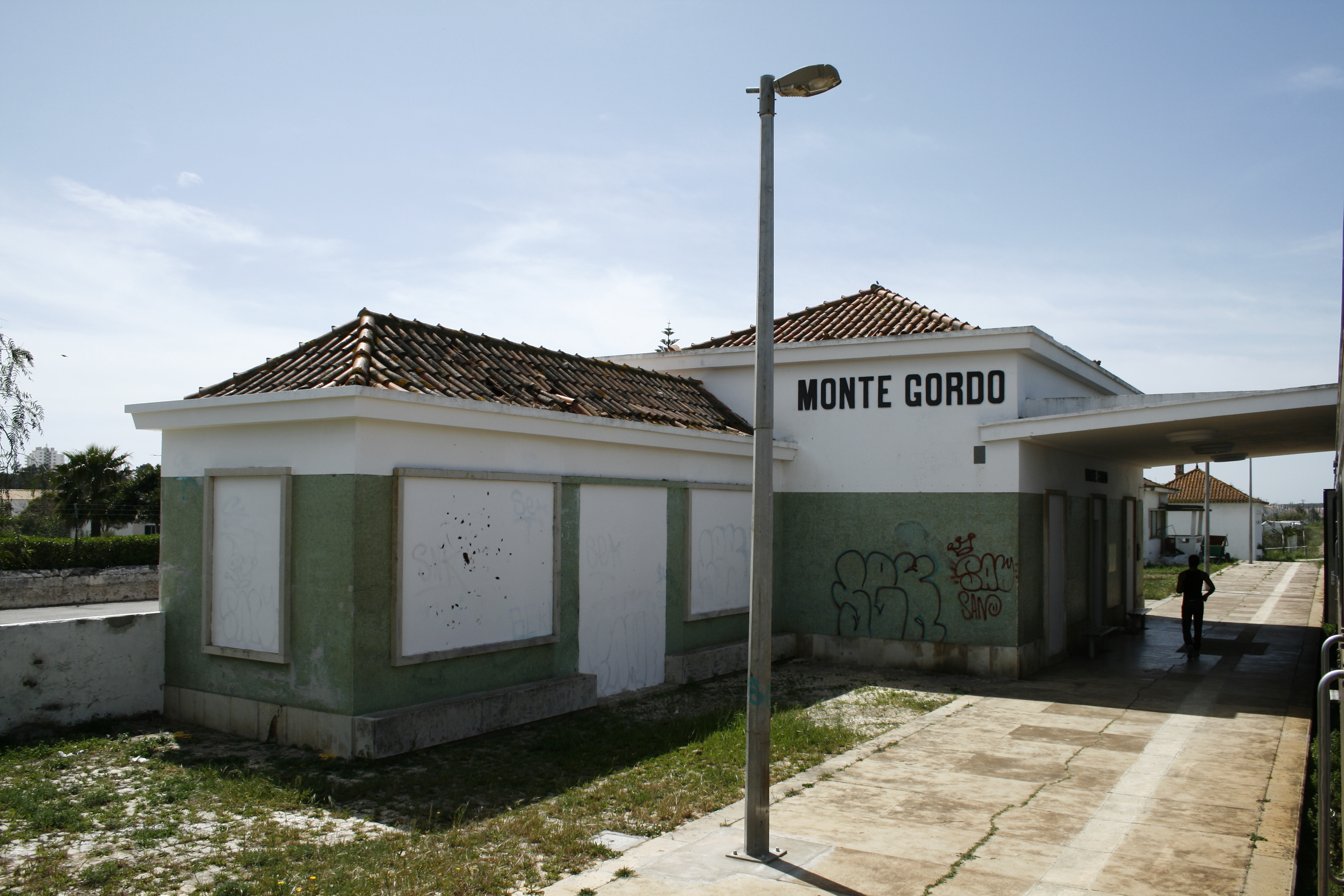
Plataforma sul do Apeadeiro de Monte Gordo e edifícios anexos, com janelas emparedadas, em 2010.

## Descrição

### Localização e acessos
Situa-se junto ao Largo da Estação Ferroviária (também chamado Rua da Estação) na localidade de Monte Fino, distando mais de um quilómetro do centro da localidade nominal, mormente via EN125-7.
Em dados de 2022, este apeadeiro não é diretamente servido pelo transporte público rodoviário coletivo da rede regional Vamus Algarve; o acesso mais próximo situa-se a 382 m, na EN125, onde têm paragem as carreiras n.os 43, 66, 67, e 94.
Nas imediações desta interface, situa-se o local do extinto Aeródromo da Praia Verde; o vizinho Apeadeiro de Castro Marim é linearmente mais próximo, mas inacessível na prática por falta de acesso viário direto.

### Infraestrutura
Como apeadeiro de uma linha em via única, esta interface tem uma só plataforma, que tem 80 m de comprimento e 76 cm de altura, e se situa do lado sul da via (lado direito do sentido ascendente, a Vila Real de Santo António).

### Serviços
Em dados de 2023, esta interface é servida por comboios de passageiros da C.P. de tipo regional tipicamente com doze circulações diárias de Faro a Vila Real de Santo António e onze no sentido oposto.

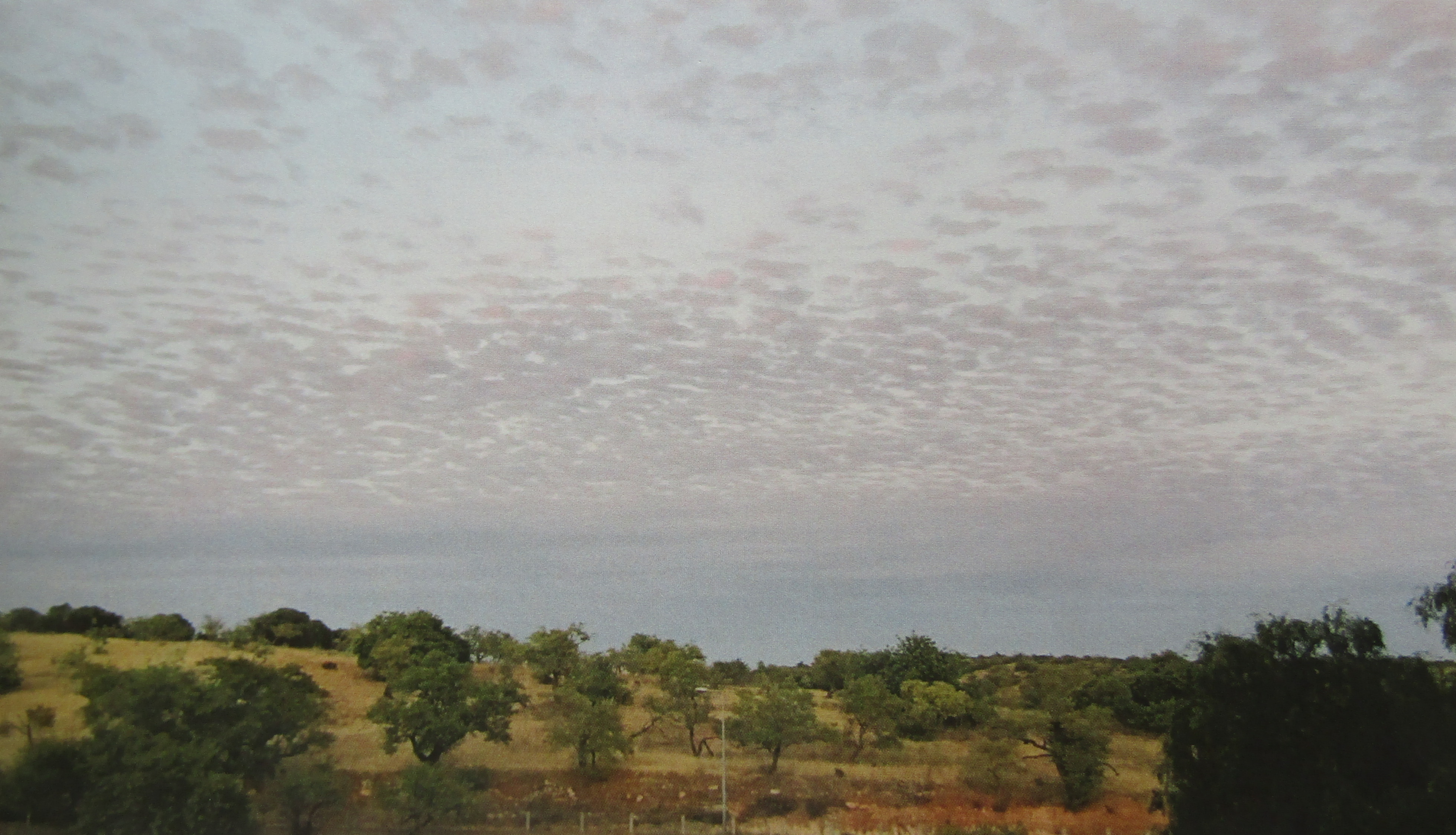
Aspeto da paisagem envolvente ao apeadeiro de Monte Gordo, em 2018.

## História
O apeadeiro de Monte Gordo está situado no lanço da Linha do Algarve entre Tavira e Vila Real de Santo António que foi aberto à exploração em 14 de Abril de 1906, fazendo parte, com a categoria de apeadeiro, do elenco original de interfaces.

A gare ferroviária de Monte Gordo desempenhou um importante papel no desenvolvimento económico da freguesia local, tendo sido utilizado como ponto de chegada e partida de um grande número de excursionistas, além de ter mantido um considerável tráfego de passageiros com Tavira e Olhão.